# 손동진
손동진(孫東鎭, 1921년 ~ 2014)은 대한민국의 서양화가이다.

## 생애
경상북도 경주 출신이다. 1953년 일본 도쿄예술대학(東京藝術大學) 미술학부와 동 대학원을 졸업했다. 1955년에서 1958년 사이에 프랑스 파리 국립미술대학에서 벽화와 근대회화를 전공했고 파리·칸느·도빌 등지의 국제전과 앙데팡당전에 출품했다. 1957년 벽화의 연구를 위해 이탈리아·스페인·스위스·독일·벨기에·이라크 등 여러 나라를 순방하였고, 1959년 귀국하여 개인전을 열었다. 1960년 이래 서울대학교 미술대학에서 벽화를 지도하는 외에 서울 시민회관의 벽화를 위촉받아 완성했다. 이화여자대학교 및 수도여자사범대학에서도 학생들을 가르쳤다.

## 작품
오랫동안 수업한 프레스코 벽화의 기법을 회화에 도입하여 벽화와 도기적(陶器的)인 질감의 두꺼운 마티에르(matière), 피카소류의 콤퍼지션에서 출발하여 한국적인 무속성(巫俗性)을 살린 독자적 세계를 보이고 있다. 작품으로 〈전설(傳說)〉 등이 있다.